# 3096 Tage (Film)
3096 Tage ist ein deutsches Filmdrama aus dem Jahr 2013. Es basiert auf der gleichnamigen Autobiographie der Österreicherin Natascha Kampusch, die entführt und acht Jahre lang gefangen gehalten wurde. Am Drehbuch schrieb Bernd Eichinger mit, der jedoch vor Vollendung des Buches starb.

## Handlung
Im März 1998 verlässt die zehnjährige Natascha Kampusch im Streit mit ihrer Mutter ihre Wohnung in Wien, um zur Schule zu gehen. Auf dem Weg dorthin wird sie von Wolfgang Přiklopil in einen Lieferwagen gezerrt und betäubt. Der gelernte Nachrichtentechniker bringt das Mädchen in sein Haus nach Strasshof in Niederösterreich. Natascha wird dort in einen kleinen Raum unter der Garage eingesperrt und isoliert, während ihr Entführer sie konditioniert. In der Folge lebt Přiklopil nach außen ein normales Leben und lässt unter anderem seine Mutter und Großmutter ins Haus, ohne dass sie von Nataschas Schicksal ahnen. Auch untersuchen Polizisten seinen Wagen, jedoch kann Přiklopil sie abwimmeln.
Přiklopil lügt das Kind an, dass er eine Lösegeldforderung an Nataschas Eltern gestellt habe und diese nicht reagierten. Er gibt Natascha dauerhaft wenig zu essen, wodurch sie abmagert. Mit der Pubertät nimmt der Entführer Natascha mehrfach zu sich und vergewaltigt sie, zudem muss sie mit ihm schwere Arbeit verrichten und für ihn kochen. In dieser Zeit verlässt sie mit ihm das Grundstück zum Einkaufen in Baumärkten oder er nimmt sie mit in Skiurlaube. Eine Fluchtmöglichkeit für Natascha, und damit ein Ende ihres Leidens, ergibt sich nicht, auch einen Suizidversuch in ihrem Verlies bricht sie ab. Přiklopil baut sich mit der Zeit die Illusion auf, ein eheähnliches Verhältnis mit Natascha zu führen, und lässt für sie beide ein gemeinsames Schlafzimmer in seinem Haus errichten.
Am 3096. Tag der Entführung, Natascha ist inzwischen 18 Jahre alt, lässt Přiklopil sie den Lieferwagen, in dem sie entführt worden ist, aussaugen, um ihn zeitnah zu verkaufen. Dabei erhält der Entführer einen Anruf eines Interessenten und entfernt sich ins Haus aufgrund der Lautstärke des Staubsaugers. Natascha hat bereits zuvor erkannt, dass das Tor zur Straße offen ist, und flüchtet vom Grundstück in einen Schrebergarten, wo eine dortige Frau die Polizei ruft. Nachdem Přiklopil die Flucht Nataschas erkannt hat, läuft er zu einem Gleis und stellt sich vor einen heranfahrenden Zug. Natascha wird währenddessen auf einer Polizeiwache mit ihren Eltern wiedervereint.

## Bezug zur Wirklichkeit
Der Film hält sich im Wesentlichen an bekannte Tatsachen, beinhaltet aber auch Szenen, die frei erfunden sind. Dazu gehören insbesondere auch die Vergewaltigungsszenen, da Kampusch über dieses Thema nicht sprechen will. Sie sagte in einem Interview mit dem Webvideoproduzenten Leeroy Matata, dass sie sich nicht damit wohlgefühlt habe, dass diese Szenen gezeigt worden seien. Auch passt eine eingeblendete Tageszahl (nur wenig mehr als 5 Jahre) nicht in die Jahreszeit der Szene (Weihnachten) bzw. nicht zum tatsächlichen Entführungstermin (2. März 1998).

## Produktion
Die Dreharbeiten zu dem Film starteten im Mai 2012. Sie fanden überwiegend in den Bavaria Filmstudios in München statt, wo auch Natascha Kampuschs Verlies nach Originalfotos detailliert rekonstruiert wurde. Einige Außenaufnahmen entstanden zwecks höherer Authentizität in Wien. Ebenso entstand die Szene, in der Natascha mit ihrem Peiniger Ski fährt, in den Tiroler Bergen. Dennoch beteiligte sich der Österreichische Rundfunk (ORF) nicht an der Produktion, so dass 3096 Tage keine Koproduktion Deutschlands mit Österreich ist. Als einzige österreichische Schauspielerin verkörpert Erni Mangold die Großmutter von Wolfgang Přiklopil.
Um den Film auch international gut vermarkten zu können, wurde der Film mit international bekannten Schauspielern in englischer Sprache gedreht.
Die Audiodeskription des Films wurde von Beate Himmelstoß gesprochen und 2014 mit dem deutschen Hörfilmpreis in der Kategorie Kino ausgezeichnet.
Die Weltpremiere des Films war am 25. Februar 2013 in Wien. Ab dem 28. Februar 2013 war er sowohl in deutschen wie auch österreichischen Kinos zu sehen.
In Österreich lockte der Film am Eröffnungswochenende 30.000 Zuschauer in die Kinos, in Deutschland waren es 144.000 Kinobesucher.

## Kritiken
„3096 TAGE ist grausam, spannend und verwirrend. Eine ganz spezielle Mixtur, die nicht passender zur Thematik des Films hätte sein können. Die Konzentration auf die Vielfältigkeit seiner Charaktere ist das Qualitätssiegel des Films und lässt vor allem die Hauptdarsteller Thure Lindhardt und Antonia Campbell-Hughes aufblühen. Trotz des sehr herben Themas ein absolutes Must-See in diesem Kinojahr!“

„3096 Tage ist manchmal zurückhaltend und manchmal aufdringlich, mal distanziert und mal emotionsgeladen und spielt mit Parametern des Konsumierbaren, ohne sie auszuloten. Für einen aufgewärmten Diskurs über Opfer- und Täterschaft ist Hormanns Film allemal gut. Aber: Die Filme, über deren Machart man sich geärgert hat, bleiben einem unweigerlich im Kopf. Jene, die nicht wissen, was sie mit ihrem realen Vorbild anstellen sollen, allerdings nicht.“

„[3096 Tage ist] ein handwerklich makelloses, spannend erzähltes und kraftvoll gespieltes Frauendrama, das sich leider nicht fernab seiner mannigfaltigen Metadiskurse denken lässt. […] Der atmosphärisch dichte und in einer ungeheuren, schnörkellosen Intensität inszenierte Film changiert dabei zwischen Gefängnisfilm, Torture Porn und einer faszinierend abwegigen sadomasochistischen Love-Story.“

„Der Film zeigt, wie Priklopil sein Opfer vergewaltigt und in die groteske Karikatur einer Beziehung zwingt. Aber Horman […] lässt kein Gran Erotik zu. Sie platziert den Sex auch nicht als Herzstück des Films, sondern inszeniert ihn als kleinen Teil des umfassenden Missbrauchs. Dass das klappt, liegt auch an den großartigen Darstellern, an Antonia Campbell-Hughes, die uns den Teenager vorführt, und an Thure Lindhardt, der Priklopil spielt.“

„Ein distanziertes Kammerspiel, das mit seiner Beobachterposition zwar an der Oberfläche verharrt, damit zugleich aber Abhängigkeitsverhältnisse zwischen Menschen zur Kenntlichkeit zuspitzt.“